# Hyomin
Hyomin (kor. 효민, ur. 30 maja 1989 w Pusan), właśc. Park Sun-young (kor. 박선영) – południowokoreańska piosenkarka, tancerka, modelka, projektantka oraz członkini grupy T-ara.

## Kariera muzyczna

### 2007–2008: Początki
Ścieżka Hyomin do sławy rozpoczęła się wcześnie, kiedy wygrała konkurs modelek „MiMi Princess” w wieku 8 lat. Była słynną internetową ulzzang, pozowała także dla internetowych centrów handlowych, zanim zadebiutowała w zespole T-ara. Była stażystką w wytwórni JYP Entertainment i była brana pod uwagę jako zastępstwo Hyuny, członkini Wonder Girls w 2007 roku. Przed przejściem do Core Contents Media, pojawiała się w teledyskach, jak np. Unlock SS501, Smooth Break-Up SG Wannabe czy Heaven FT Island.
Została wybrana przez Core Contents Media do obsady teledysków piosenek artystów z tej wytwórni. Wystąpiła m.in. z Hwang Jung-eum, w projekcie Colour Pink z SeeYa, Davichi i Black Pearl. Występowała także na jednym koncercie SeeYa promującym utwór Hot Girl.

### Od 2009: T-ara i kariera solowa
Hyomin została członkinią grupy T-ara w momencie powstania zespołu. W 2010 roku Hyomin była częścią projektu Wonder Women z należącymi do jednej wytwórni SeeYa i Davichi, a także z Eunjung. Pojawiła się na ścieżce dźwiękowej do serialu Coffee House z 2010 roku, a także nagrała singel kolaboracyjny z Brave Brothers Beautiful Girl w 2011 roku.
Hyomin została wybrana na liderkę zespołu 14 czerwca 2011 roku na okres promowania albumu John Travolta Wannabe i debiutu w Japonii. W grudniu 2011 roku przekazała liderstwo Soyeon.
30 czerwca 2014 roku Hyomin wydała swój pierwszy solowy minialbum, zatytułowany Make Up, z głównym singlem „Nice Body”. Piosenkę zaprezentowała na scenie 3 lipca w programie M Countdown. Jej drugi solowy minialbum, pt. Sketch, ukazał się 17 marca 2016 roku. Płytę promowały single „GOLD” i „Sketch”.
W styczniu 2018 roku Hyomin opuściła MBK Entertainment, po zakończeniu umowy. Zamierza kontynuować promocję w zespole T-ara w przyszłości. W maju 2018 roku artystka podpisała kontrakt z Sublime Artist Agency w celu kontynuowania kariery solowej w Korei Południowej i Chinach.

## Dyskografia

### Solo
Minialbumy
- Make Up (30.06.2014)[9]
- Sketch (17.03.2016)[10]

Single
- Mango (12.09.2018)[11]

### Ścieżki dźwiękowe
| Rok  | Tytuł produkcji  | Album                    | Utwór            | Czas | Uwagi                         |
| ---- | ---------------- | ------------------------ | ---------------- | ---- | ----------------------------- |
| 2010 | SBS Coffee House | Coffee House OST Part 3. | Coffee Over Milk | 3:35 | Z Jiyeon i Lee Bo-ram (SeeYa) |

### Inne prace
| Rok  | Album/Singel            | Utwór             | Czas | Uwagi                                        |
| ---- | ----------------------- | ----------------- | ---- | -------------------------------------------- |
| 2008 | Colour Pink             | "Blue Moon"       | 3:32 | Wspólnie z SeeYa, Davichi i Black Pearl      |
| 2009 | N-Time (singel)         | "N-Time"          | 0:00 | Wspólnie z Hwang Jung-eum                    |
| 2010 | Wonder Woman (singel)   | "Wonder Woman     | 3:38 | Wspólnie z Eunjung, SeeYa, Davichi.          |
| 2011 | Beautiful Girl (singel) | "Beautiful Girl"  | 3:14 | Wspólnie z Brave Brothers Feat. Electro-Boys |
| 2013 | Bunny Style! (singel)   | "Dangerous Love"  | 3:40 | Wspólnie z Eunjung i Jiyeon                  |
| 2013 | Bunny Style! (singel)   | "Love Suggestion" | 3:16 | Solo                                         |

## Filmografia

### Film
| Rok  | Tytuł         | Rola  | Uwagi         |
| ---- | ------------- | ----- | ------------- |
| 2011 | Gisaeng Ryung | Yurin | horror        |
| 2013 | Jinx!         | Ji-Ho | film japoński |

### Seriale
| Rok  | Tytuł                       | Rola          | Stacja telewizyjna |
| ---- | --------------------------- | ------------- | ------------------ |
| 2010 | Nae yeojachin-guneun gumiho | Ban Seon-nyuh | SBS                |
| 2010 | Master of Study             | Cameo         | KBS2               |
| 2011 | Gyebaek                     | Choyoung      | MBC                |
| 2012 | The Thousandth Man          | Gu Mi-mo      | MBC                |

### Programy rozrywkowe
| Rok       | Tytuł                           | Stacja telewizyjna | Uwagi          |
| --------- | ------------------------------- | ------------------ | -------------- |
| 2009–2010 | Invincible Youth 1              | KBS2               | członek obsady |
| 2010      | T-ara's Hello Baby              | KBS                |                |
| 2012      | We Got Married (wersja chińska) | MBC/SMG            |                |
| 2016      | Master of Driving               | tcast TV           | główna obsada  |
| 2017      | Mix And The City                | JTBC               | główna obsada  |

## Nagrody
| Rok  | Ceremonia                | Kategoria                             | Wynik   |
| ---- | ------------------------ | ------------------------------------- | ------- |
| 2011 | MBC Drama Awards         | Newcomer Award (Gyebaek)              | Wygrana |
| 2017 | YinYueTai V-chart Awards | Najlepsza Koreańska Artystka (Sketch) | Wygrana |